# ارکستر دولتی سازهای محلی جمهوری آذربایجان
ارکستر دولتی سازهای محلی جمهوری آذربایجان (ترکی آذربایجانی: Azərbaycan Dövlət Xalq çalğı alətləri orkestri) اولین ارکستر حائز اهمیت در رابطه با سازهای محلی در آذربایجان است که وابسته به تالار دولتی فیلارمونیک آکادمیک این کشور می‌باشد.

## تاریخچه
ارکستر دولتی سازهای محلی جمهوری آذربایجان در سال ۱۹۳۱ و با ابتکار عزیر حاجی‌بیگف، بنیان‌گذار موسیقی حرفه ای آذربایجانی، بر پایه اصول ارکستر دولتی سمفونیک جمهوری آذربایجان راه‌اندازی شد.
ارکستر دولتی سازهای محلی جمهوری آذربایجان اولین ارکستر از این نوع در خاورمیانه می‌باشد. این ارکستر از اهمیت بسزایی در توسعه هنر موسیقی در آذربایجان برخوردار بود. در بدوی تاسیسش، ارکستر فقط از ۵ ساز تشکیل شده بود که تار، کمانچه، بالابان، دف و نقاره را دربرداشت. بعداً طبل، «زرنا»، نی، کانن، پیانو و غیره جزو این ارکستر شدند.
ارکستر، شرکت کننده دائمی بسیاری از مراسم‌های دولتی است. ارکستر با موفقیت به کشورهای جهان سفر کاری می‌کند و در تعداد کثیری از جشنواره‌های معتبر بین‌المللی حضور می‌یابد.

## رهبران ارکستر
- «هوانس لوئاهانسیان»: ۱۹۳۱–۱۹۳۸
- سعید رستموف: ۱۹۳۵–۱۹۷۵
- «آقاوردی پاشایف»، هنرمند افتخاری آذربایجان، هم‌اکنون مدیر هنری و رهبر ارکستر است.[۵]